# Равано далле Карчері
Равано далле Карчері (італ. Ravano dalle Carceri; д/н — 1216) — триарх Негропонте в 1205—1216 роках.

## Життєпис
Походив зі шляхетського веронського роду далле Карчері. Про батьків відсутні відомості. Ймовірно з братом Рондело далле Карчері належав до партії гвельів, яка зуміла забрати у Вероні владу з 1170-х років.
Долучився до Четвертого хрестового походу у складі венеціанського війська. Брав участь у захопленні Константинополя. Влітку 1204 року разом з Марко Санудо був спрямований до Боніфація Монферратського для врегулювання його конфлікту з імператором Балдуїном I. Після владнання суперечності домовився про покупку Венецією острова Крит у Боніфація.
У серпні 1205 року в якості феоду отримав від Боніфація або Жака д'Авена північну частину острова Евбея. У 1209 році, коли інші триархи — Гільберто да Верона і Пегораро ді Пегорарі — померли і відмовилися від володінь відповідно, Рава далле Карчері став паном усієї синьйорії Негропонте.
У 1208—1209 роках підтримав повстання «ломбардців» в королівстві Фессалоніки, спрямоване проти політики латинського імператора Генріха I. У травні 1209 року опинився у Фівах в облозі разом з іншими баронами. Вів з імператором перемовини про почесну капітуляцію, зміг домогтися помилування для всіх очільників повсталих «ломбардців». Незабаром після цього він врятував імператора від змови, влаштованої Гумбертом де Біандрате, лідером ломбардської партії. Щоб зміцнити свої позиції в цій якості, Равано далле Карчері 1211 року визнав себе васалом Венеціанської республіки (угоду було укладено завдяки наполегливості брата триарха — Енріко далле Карчері, єпископа Мантуї).
Близько 1210 року розпочав жити з якоїсь Ізабеллою, яка в той час була у шлюбі. Після смерті її чоловіка отримав від папи римського Інокентія III дозвіл на шлюб, вона датована 25 травня 1212 року.
При Равано на Евбеї була сформована латинська церковна ієрархія з чотирма єпархіями в Негропонте, Кастелло Россо, Зорконі та Авалоні, які були підпорядковані Афінській архієпархії. З іншого боку, його особисті стосунки з духовенством були напруженими, головним чином тому, що він регулярно привласнював церковне майно. Він також намагався домовитись про співіснування з місцевим православним духовенством.
Рава далле Карчері помер в 1216 році. Після його смерті венеціанський П'єтро Барбо, бальї Евбеї, розділив Негропонте між його дружиною і донькою, що отримали північну частину; Гільєльмо I да Верона, що отримав центральну Евбею і Маріно I далле Карчері — південь.

## Родина
Дружина — Ізабелла (низка дослідників ототожнюють її з відомою трубадуресою)
Діти:
- Берта, дружина Мікеле Морозіні